# Filadelfia (Kolumbia)
Filadelfia – miasto w Kolumbii, w departamencie Caldas.